# Mikhail Botvinnik
Mikhail Moisejevitj Botvinnik (russisk: Михаил Моисеевич Ботвинник, tr. Mikhaíl Moiséevitj Botvínnik; født 17. august 1911, død 5. maj 1995) var en russisk skakspiller. Han var verdensmester i skak i alt i ca. 16 år. Med en uddannelse som elektroingeniør er han en af de få top-skakspillere, der har investeret i en karriere uden for skakbrædtet. Han stammer fra en russisk-jødisk familie, hvor faderen var tandtekniker. Botvinnik, der lærte at spille skak som 12-årig, gjorde sig allerede som 14-årig bemærket som skakspiller, da han besejrede den daværende verdensmester José Raúl Capablanca under en optræden med simultanskak.
Han blev en stærk spiller i Sovjetunionen, og vandt det sovjetiske mesterskab for første gang i 1931, en bedrift han gentog i 1933, 1939, 1941, 1945 og 1952. Takket være gode resultater i internationale turneringer mente man, at han fortjente at møde Aleksandr Alekhin i en titelkamp. 
I mellemtiden kom krigen, og først i 1948 blev han verdensmester ved at vinde en officiel turnering om verdensmestertitlen, arrangeret af verdensskakforbundet FIDE pga Aleksandr Alekhins død i 1946 (der var derfor ingen verdensmester fra 1946 til 48). Han forsvarede titlen ved officielle titelmatcher i 1951 mod David Bronstein og i 1954 mod Vassilij Smyslov, indtil han i 1957 tabte titlen til selv samme Smyslov. I den garanterede returmatch mod Smyslov i1958 vandt han titlen tilbage med resultatet 12,5–10,5.
I 1960 mistede han titlen til Mikhail Tal, men vandt den tilbage i returmatchen året efter. I 1963 tabte han igen en titelmatch, denne gang mod Tigran Petrosjan. Nu havde FIDE bestemt at Botvinnik ikke kunne kræve flere returmatcher. Han fortsatte at spille international turneringsskak frem til 1970.
Botvinnik startede en skakskole som gav undervisning til specielt begavede talenter. Flere storspillere har været forbi Botvinniks skakskole, blandt andet Garri Kasparov, Anatolij Karpov og Vladimir Kramnik.